# Zeatyna
Zeatyna – organiczny związek chemiczny, naturalny hormon roślinny z grupy cytokinin, regulujący wzrost i rozwój roślin. Jest pochodną zasady purynowej – adeniny. Wyodrębniona po raz pierwszy z kukurydzy zwyczajnej (Zea mays L.), od której wzięła się jej nazwa.